# D-arabitol-fosfat dehidrogenaza
-arabitol-fosfat dehidrogenaza (EC 1.1.1.301, APDH, D-arabitolna 1-fosfat dehidrogenaza, D-arabitol 5-fosfatna dehidrogenaza) je enzim sa sistematskim imenom D-arabitol-fosfat:NAD+ oksidoreduktaza. Ovaj enzim katalizuje sledeću hemijsku reakciju
-arabitol 1-fosfat + + {\displaystyle \rightleftharpoons } D-ksiluloza 5-fosfat + +
Ovaj enzim učestvuje u arabitolnom katabolizmu. On takođe manjom brzinom konvertuje D-arabitol 5-fosfat do D-ribuloza 5-fosfat.

## Literatura
- Nicholas C. Price; Lewis Stevens (1999). Fundamentals of Enzymology: The Cell and Molecular Biology of Catalytic Proteins (Third изд.). USA: Oxford University Press. ISBN 019850229X.
- Eric J. Toone (2006). Advances in Enzymology and Related Areas of Molecular Biology, Protein Evolution (Volume 75 изд.). Wiley-Interscience. ISBN 0471205036.
- Branden C; Tooze J. Introduction to Protein Structure. New York, NY: Garland Publishing. ISBN 0-8153-2305-0.
- Irwin H. Segel. Enzyme Kinetics: Behavior and Analysis of Rapid Equilibrium and Steady-State Enzyme Systems (Book 44 изд.). Wiley Classics Library. ISBN 0471303097.
- William P. Jencks (1987). Catalysis in Chemistry and Enzymology. Dover Publications. ISBN 0486654605.

## Spoljašnje veze
- D-arabitol-phosphate+dehydrogenase на 